# Виви (река)
Ви́ви — река в Сибири, в Эвенкийском районе Красноярского края России, правый приток Нижней Тунгуски, принадлежит бассейну Енисея. Протекает по плато Путорана Среднесибирского плоскогорья.

## Гидрография
Площадь бассейна — 26 800 км², длина — 426 км. 3-й по площади бассейна (после Кочечума и Таймуры) и 7-й по длине приток Нижней Тунгуски.
Основное питание снеговое. Берёт начало из озера Виви и протекает в пределах Среднесибирского плоскогорья. Верхнее течение реки располагается в лесотундровой зоне.
Река протекает в широкой долине и в верхней части имеет равнинный характер, сильно меандрирует и соприкасается со множественными старицами, похожими на крупные озера. В бассейне Виви большое количество мелких озёр площадью около 268 км².
В нижней части течение бурное, река принимает горный характер и изобилует порогами и перекатами. Здесь в период весеннего половодья на отдельных участках русла возникают устойчивые водовороты, имеющие местное название корчага.
Населённые пункты на берегах реки отсутствуют, из построек встречаются охотничьи домики.
В бассейне реки находится один из крупнейших метеоритных кратеров — Логанча.

## Основные притоки
- Левые: Левая Юктэли
- Правые: Гиля, Чикты, Янгето, Большая Хоекта, Топали, Юктэли, Апкича, Огдокон